# Jean de Beaumont-Gâtinais
Jean de Beaumont-Gâtinais (* um 1190; † 1255) war Herr von Villemomble und Großkämmerer von Frankreich. Er war ein jüngerer Sohn des Herren Adam I. von Beaumont-en-Gâtinais und der Alix Leriche.

## Leben
Er wurde um 1240 von König Ludwig IX. dem Heiligen zu dessen Großkämmerer ernannt. Zusammen mit dem Vizegrafen Gottfried VI. von Châteaudun führte er kurz darauf ein Heer in das Languedoc, um dort die Revolte des Raimund II. Trencavel niederzuschlagen. Dabei eroberte er nach einer dreitägigen Belagerung am 16. November 1240 die Burg Peyrepertuse.
Ebenso begleitete Beaumont mit seinen beiden Söhnen den König auf den Kreuzzug nach Ägypten (1248–1254), mit dabei war auch sein Neffe Guillaume de Beaumont, der im Verlauf dieses Unternehmens zum königlichen Marschall ernannt wurde. Von Jean de Beaumont ist ein in Latein geschriebener Brief, datiert vom 25. Juni 1249, an den königlichen Brotmeister überliefert. Darin beschreibt er ausführlich die Landung des Kreuzfahrerheeres an der Küste Ägyptens und die Eroberung der Hafenstadt Damiette im Juni 1249. Mit dem Brief des Kämmerers Jean Sarrasin kann dieser Bericht als korrigierende Ergänzung zu der weitaus später verfassten Königsvita des Jean de Joinville herangezogen werden. Neben dem Connétable de Beaujeu und dem Diener Étienne war Beaumont im November 1249 der dritte schriftliche Zeuge auf der Urkunde zur Gründung der Erzdiözese Damiette durch den König.
Beaumonts Verhältnis zu Joinville selbst schien innerhalb des königlichen Rats von einer gegenseitigen Abneigung geprägt gewesen zu sein. Allerdings geriet er 1250 auch mit seinem eigenen Neffen in einen Streit um die Frage nach der Rückkehr des Königs in die Heimat, wobei sich aber die Partei um den Marschall Beaumont und Joinville durchsetzen konnte und sich der König für einen längeren Verbleib im heiligen Land (bis 1254) entschied.

## Familie
Jean de Beaumont war zweimal verheiratet, zuerst mit Alix de Mauvoisin und dann mit Isabelle de Garlande. Aus beiden Ehen hatte er mehrere Kinder, darunter von seiner ersten Frau:
- Guillaume de Beaumont († 1268), Herr von Villemomble[2]
- Alix de Beaumont († 1275), ⚭ mit Jean I. le Prud’homme, seigneur d’Harcourt
- Guy de Beaumont († ?)